# Motsametia
Motsametia is een geslacht van weekdieren uit de klasse van de Gastropoda (slakken).

## Soort
- Motsametia borutzkii (Shadin, 1923)